# Liga Nacional de Básquet 1996-97
La temporada 1996-97 de la Liga Nacional de Básquet de la Argentina, corresponde a la decimotercera edición de la máxima competencia argentina de clubes en dicho deporte. Se inició en septiembre de 1996 y finalizó el 27 de mayo de 1997 con el quinto partido de la serie final entre Boca Juniors e Independiente de General Pico en La Bombonerita de la ciudad de Buenos Aires, en donde se consagró campeón como local el equipo porteño, luego de ganar la serie final 4 a 1.

## Posiciones finales
| Equipo | Equipo                        | PJ | PG | PP | Pts |
| ------ | ----------------------------- | -- | -- | -- | --- |
| 1.º    | Boca Juniors                  | 58 | 42 | 16 | 100 |
| 2.º    | Independiente de General Pico | 57 | 33 | 24 | 90  |
| 3.º    | Atenas                        | 52 | 35 | 17 | 87  |
| 4.º    | Ferro (Buenos Aires)          | 52 | 34 | 18 | 86  |
| 5.º    | Gimnasia (CR)                 | 52 | 28 | 24 | 80  |
| 6.º    | Pico FC                       | 51 | 26 | 25 | 77  |
| 7.º    | Regatas (San Nicolás)         | 53 | 23 | 30 | 76  |
| 8.º    | Estudiantes (Bahía Blanca)    | 51 | 21 | 30 | 72  |
| 9.º    | Olimpia (Venado Tuerto) 1     | 52 | 29 | 23 | 80  |
| 10.º   | Quilmes                       | 54 | 27 | 27 | 81  |
| 11.º   | Andino SC (La Rioja)          | 53 | 26 | 27 | 79  |
| 12.º   | Deportivo Roca 2              | 47 | 21 | 26 | 66  |
| 13.º   | Peñarol 1                     | 51 | 23 | 28 | 73  |
| 14.º   | Estudiantes (Olavarría) 2     | 54 | 20 | 34 | 72  |
| 15.º   | Obras Sanitarias              | 61 | 27 | 34 | 88  |
| 16.º   | Racing Club (Avellaneda)      | 56 | 12 | 44 | 68  |

|  |                          |
|  | Finalistas del certamen. |
|  | Desciende al TNA.        |

1: Olimpia (VT) y Peñarol sufrieron el descuento de un punto por resolución del Tribunal de Penas.
2: Deportivo Roca y Estudiantes (O) sufrieron el descuento de dos puntos por resolución del Tribunal de Penas.

## Final
| 17 de mayo  | Boca Juniors | 120–104 | Independiente (GP) | Buenos Aires                 |  |  |
|             |              |         |                    |                              |  |  |
|             |              |         |                    | Pabellón: Estadio Luis Conde |  |  |
| Serie 1 - 0 |              |         |                    |                              |  |  |
|             |              |         |                    |                              |  |  |

| 19 de mayo  | Boca Juniors | 104–100 | Independiente (GP) | Buenos Aires                 |  |  |
|             |              |         |                    |                              |  |  |
|             |              |         |                    | Pabellón: Estadio Luis Conde |  |  |
| Serie 2 - 0 |              |         |                    |                              |  |  |
|             |              |         |                    |                              |  |  |

| 22 de mayo  | Independiente (GP) | 114–119 | Boca Juniors | General Pico                            |  |  |
|             |                    |         |              |                                         |  |  |
|             |                    |         |              | Pabellón: Estadio Gigante de la Avenida |  |  |
| Serie 0 - 3 |                    |         |              |                                         |  |  |
|             |                    |         |              |                                         |  |  |

| 24 de mayo  | Independiente (GP) | 110–95 | Boca Juniors | General Pico                            |  |  |
|             |                    |        |              |                                         |  |  |
|             |                    |        |              | Pabellón: Estadio Gigante de la Avenida |  |  |
| Serie 1 - 3 |                    |        |              |                                         |  |  |
|             |                    |        |              |                                         |  |  |

| 27 de mayo  | Boca Juniors | 103–87 | Independiente (GP) | Buenos Aires                 |  |  |
|             |              |        |                    |                              |  |  |
|             |              |        |                    | Pabellón: Estadio Luis Conde |  |  |
| Serie 4 - 1 |              |        |                    |                              |  |  |
|             |              |        |                    |                              |  |  |

### Plantel campeón
- Byron Wilson
- Jerome Mincy
- Ariel Bernardini
- Luis Villar
- Sebastián Festa
- Gabriel Fernández
- Claudio Farabello
- Gustavo Ismael Fernández
- Diego Prego
- Claudio Chiappero
- Sebastián Acosta
- Esteban Acosta
- Fernando Oyarzún
- Ariel Eslava

DT: Julio Lamas